# Yorikane Masumoto
Pour les articles homonymes, voir Masumoto.
Yorikane Masumoto (桝本 頼兼, Masumoto Yorikane), né le 29 janvier 1941 à Dairen, dans le territoire du Guandong, est un fonctionnaire et homme politique japonais, maire de Kyoto de 1996 à 2008.

## Biographie
Yorikane Masumoto naît le 29 janvier de la 16e année de l'ère Shōwa (1941), à Dairen, dans le territoire du Guandong, correspondant à l'actuelle ville chinoise de Dalian,. La famille Masumoto retourne au pays en 1945 après la fin de la Seconde Guerre mondiale, alors que Yorikane a quatre ans. Il grandit à Kumihama (ja), mais finit par déménager à Kyoto. Il termine ses études primaires en 1953 à la deuxième école primaire municipale Suzaku (ja), puis ses études secondaires au collège municipal Kitano (ja) en 1956 et au Lycée municipal Saikyō (ja) en 1959. Il reçoit son diplôme de la faculté de droit de l'université Chūō en 1963. Il est embauché par la ville de Kyoto et travaille pour la commission scolaire municipale. En avril 1988, il devient directeur de l'éducation de la commission scolaire, puis surintendant de l'Éducation de Kyoto en avril 1992. Il est le premier surintendant de l'éducation à visiter toutes les établissements scolaires de la commission.
Après la démission du précédent maire Tomoyuki Tanabe en janvier 1996, une élection municipale est déclenchée le 25 février. Masumoto se lance dans la course à la mairie, soutenu par les principaux partis politiques nationaux. Il bat son adversaire principal Kichirō Inoue, soutenu par le Parti communiste. Il entre en exercice le 26 février. En 1997, il est maire lorsqu'a lieu la conférence de Kyoto sur les changements climatiques. Il est réélu à l'élection municipale de février 2000, battant encore une fois Inoue. Il est réélu une seconde fois aux élections de février 2004, battant Moriaki Hirohara (ja), candidat indépendant soutenu par les Communistes. En 2007, il introduit une nouvelle loi de règlementation du paysage urbain, limitant la hauteur maximale des nouvelles constructions. Vers la fin de son mandat en 2008, un scandale éclate, dans lequel 93 employés de la ville sont arrêtés pour une variété de délits, dont la possession de stimulants. Le maire reçoit notamment après le scandale une lettre de la part de Kazuo Inamori (en), président de Kyocera, une importante entreprise locale, qui lui annonce qu'« il n'y aura pas de prochaine fois ». Il décide de ne pas se représenter aux élections municipales de février 2008. Son mandat se termine le 24 février 2008.
Il est connu pour avoir présidé le comité pour la célébration des 1 200 ans de Heian-kyō, aujourd'hui la ville de Kyoto et d'avoir été président de l'association du tourisme de Kyoto de 1996 à 1998. Il a aussi été vice-président de l'Association des maires de villes désignées de 2003 à 2005, et été président de la Ligue des villes historiques (en) de 1996 à 2007 au moins.

## Résultats électoraux
| Inscrits                 | Inscrits                            | Inscrits                 | 1 134 620 |             |  |  |
| Abstentions              | Abstentions                         | Abstentions              | 696 931   | 61,42 %     |  |  |
| Votants                  | Votants                             | Votants                  | 437 689   | 38,58 %     |  |  |
|                          |                                     |                          |           |             |  |  |
| Bulletins enregistrés    | Bulletins enregistrés               | Bulletins enregistrés    | 437 689   |             |  |  |
| Bulletins blancs ou nuls | Bulletins blancs ou nuls            | Bulletins blancs ou nuls | 5 930     | 1,35 %      |  |  |
| Suffrages exprimés       | Suffrages exprimés                  | Suffrages exprimés       | 431 759   | 98,65 %     |  |  |
|                          |                                     |                          |           |             |  |  |
|                          | Candidat                            | Parti                    | Suffrages | Pourcentage |  |  |
|                          | Yorikane Masumoto (sortant) (réélu) | Indépendant              | 231 822   | 53,69 %     |  |  |
|                          | Moriaki Hirohara (ja)               | Indépendant              | 174 847   | 40,5 %      |  |  |
|                          | Shinsuke Arai                       | Indépendant              | 25 090    | 5,81 %      |  |  |

| Inscrits                 | Inscrits                            | Inscrits                 | 1 126 465 |             |  |  |
| Abstentions              | Abstentions                         | Abstentions              | 609 440   | 54,1 %      |  |  |
| Votants                  | Votants                             | Votants                  | 517 025   | 45,9 %      |  |  |
|                          |                                     |                          |           |             |  |  |
| Bulletins enregistrés    | Bulletins enregistrés               | Bulletins enregistrés    | 517 025   |             |  |  |
| Bulletins blancs ou nuls | Bulletins blancs ou nuls            | Bulletins blancs ou nuls | 6 970     | 1,35 %      |  |  |
| Suffrages exprimés       | Suffrages exprimés                  | Suffrages exprimés       | 510 055   | 98,65 %     |  |  |
|                          |                                     |                          |           |             |  |  |
|                          | Candidat                            | Parti                    | Suffrages | Pourcentage |  |  |
|                          | Yorikane Masumoto (sortant) (réélu) | Indépendant              | 284 225   | 55,72 %     |  |  |
|                          | Kichirō Inoue                       | Indépendant              | 211 727   | 41,51 %     |  |  |
|                          | Sumimura Ninagawa                   | Indépendant              | 14 103    | 2,76 %      |  |  |

| Inscrits                 | Inscrits                 | Inscrits                 | 1 107 625 |             |  |  |
| Abstentions              | Abstentions              | Abstentions              | 646 935   | 58,41 %     |  |  |
| Votants                  | Votants                  | Votants                  | 460 690   | 41,59 %     |  |  |
|                          |                          |                          |           |             |  |  |
| Bulletins enregistrés    | Bulletins enregistrés    | Bulletins enregistrés    | 460 690   |             |  |  |
| Bulletins blancs ou nuls | Bulletins blancs ou nuls | Bulletins blancs ou nuls | 6 601     | 1,43 %      |  |  |
| Suffrages exprimés       | Suffrages exprimés       | Suffrages exprimés       | 454 089   | 98,57 %     |  |  |
|                          |                          |                          |           |             |  |  |
|                          | Candidat                 | Parti                    | Suffrages | Pourcentage |  |  |
|                          | Yorikane Masumoto (élu)  | Indépendant              | 222 579   | 49,02 %     |  |  |
|                          | Kichirō Inoue            | Indépendant              | 218 487   | 48,12 %     |  |  |
|                          | Sumimura Ninagawa        | Indépendant              | 13 023    | 2,87 %      |  |  |